# Líber Arce
Líber Walter Arce Risotto, més conegut com a Líber Arce, (Montevideo, 30 d'octubre de 1938 - Montevideo, 14 d'agost de 1968) va ser un estudiant comunista uruguaià, el primer assassinat per les forces policials del govern uruguaià de Jorge Pacheco Areco.

## Orígens
Arce era estudiant de l'Escola de Pròtesi Dental de la facultat d'Odontologia de la Universitat de la República i treballava en un mercat ambulant amb els seus pares. També va ser militant del Centre d'Estudiants d'Odontologia, la Federació d'Estudiants Universitaris de l'Uruguai (FEUU), i la Unió de Joventuts Comunistes (UJC) des dels 19 anys, amb qui es va manifestar per a la democràcia, la justícia social i la solidaritat amb els pobles que lluiten per a l'alliberament.

## Assassinat
El 13 de juny de 1968, el govern va decretar les Mesures ràpides de seguretat, una situació d'estat d'emergència que es va mantenir durant mesos. A primera hora del 9 d'agost, el ministre de l'Interior, Eduardo Jiménez de Aréchaga, va ordenar diversos escorcolls a les facultats d'Agronomia, Arquitectura, Psicologia i Medicina de la Universitat de la República, així com a l'Escola Nacional de Belles Arts, amb la justificació que aquells llocs contenien armes i fulletons que infringien les mesures de seguretat vigents aleshores. Quan els estudiants van arribar a classe van trobar el desordre i la destrucció causats per les batudes. La Junta Central de la Universitat de la República va denunciar els danys causats a la vegada que el robatori de material didàctic, documentació i tot de fitxers amb dades personals dels estudiants. La indignació estudiantil va esclatar en forma de aldarulls diaris com a conseqüència de la violació de l'autonomia universitària. Les manifestacions es van fer de forma inorgànica, a diferents punts de la ciutat, causant una gran pressió a la policia.
Al migdia del 12 d'agost de 1968, un grup d'estudiants d’odontologia, medicina, infermeria i veterinària van sortir de la facultat de Veterinària, situada al carrer antigament anomenat Larrañaga, camí de l'avinguda Rivera. Aquesta «manifestació llampec» va ser interceptada per un vehicle policial amb un oficial i tres agents que hi eren presents. L'oficial Enrique Tegiachi va disparar contra el grup i Arce en va resultar ferit a l'engonal esquerre, causant-li una hemorràgia. Els policies van apuntar els revòlvers cap als estudiants i van exigir-los els documents d'identitat. D’aquesta manera van endarrerir el trasllat d'Arce a un centre sanitari. Finalment, els estudiants van aconseguir arribar a l'Hospital de Clínicas, on se li va diagnosticar un tall de l'artèria femoral esquerra, a la confluència de la superficial i profunda artèria femoral, a la regió inguinal. A l'endemà, la pèrdua de sang va provocar-li anèmia, hipovolèmia i successives aturades cardiorespiratòries. Malgrat tot, els metges van aconseguir aturar l'hemorràgia i se li va realitzar un bypass vascular per a reparar l'artèria seccionada pel tret. Tot i així, els esforços van ser en va i va morir el 14 d'agost 1968, als 29 anys.

## Exèquies i rèpliques

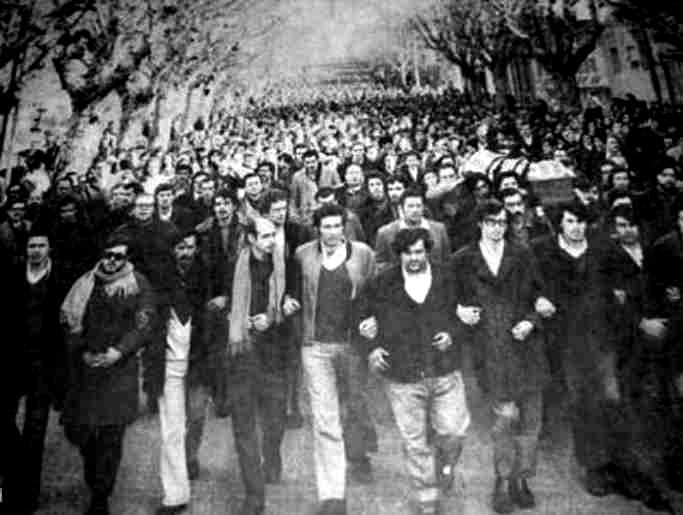
Marxa a l'atri de la Universitat de la República per a l'exposició del cos

Poc després de la defunció, es va exposar el seu cos a l'atri de la Universitat de la República. Una multitud va acompanyar el taüt fins al cementeri del Buceo, convertint l'esdeveniment en una manifestació popular contra la política governamental. Es calcula que més d'un quart de milió de persones van assistir al funeral. Moltes botigues van tancar com a mostra de dol i els autobusos de la companyia estatal de transport AMDET van col·locar cintes negres als parabrises.
El 20 de setembre de 1968, la policia va dissoldre una altra manifestació d'estudiants contra la política governamental de Pacheco Areco, obrint foc amb escopetes de perdigons i matant a Susana Pintos (28 anys) i Hugo de los Santos (19 anys).

## Llegat

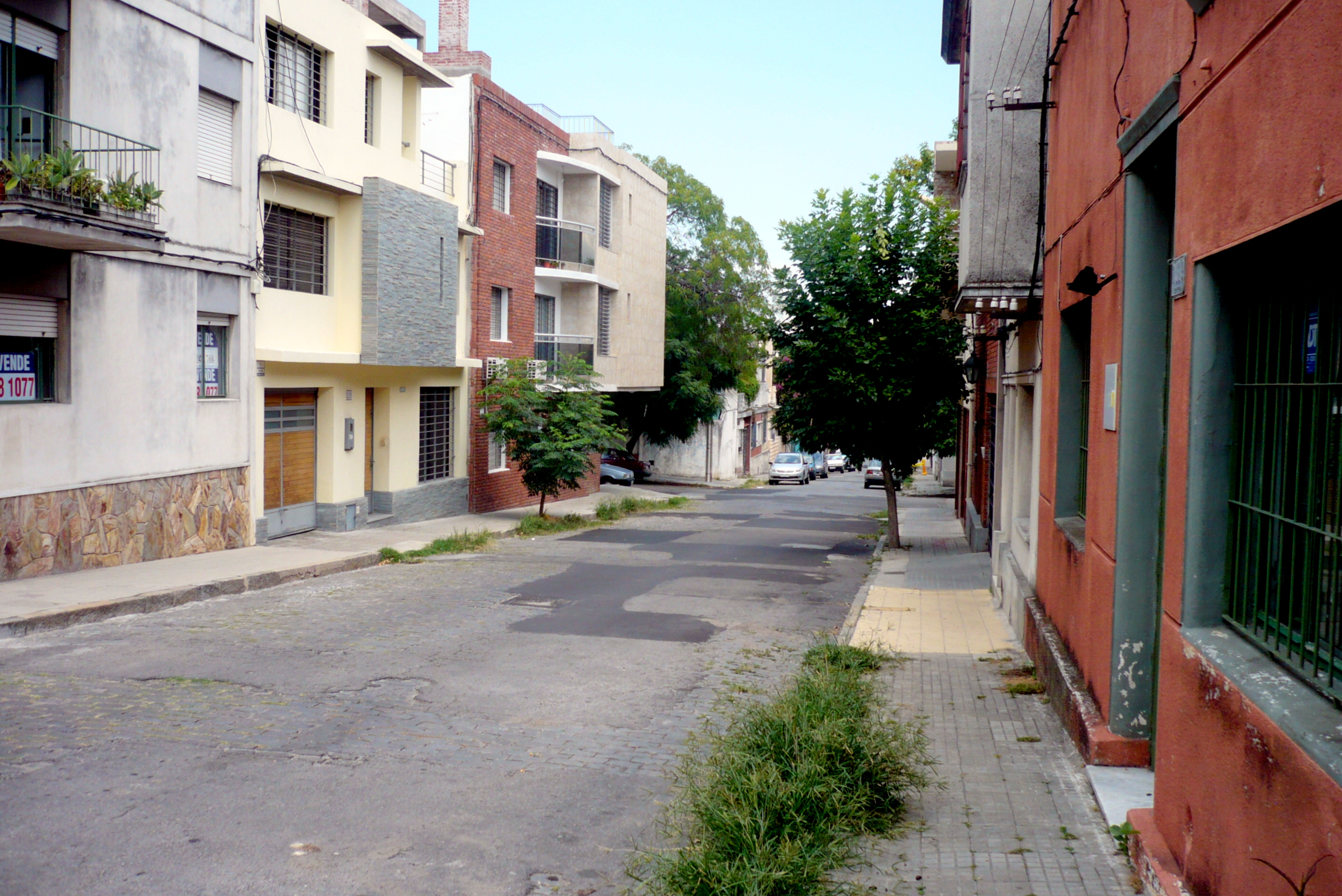
Carrer de Líber Arce, Montevideo

Des del 1968, el moviment estudiantil uruguaià (universitari i secundari) va adoptar el 14 d'agost com el Dia dels Màrtirs dels Estudiants.
Després del retorn a la democràcia, el carrer de General Prim (en homenatge al oficial i polític espanyol Joan Prim, 1814–1870) va passar a anomenar-se Líber Arce. El carrer comença a les portes de l'Escola Veterinària i passa per darrere del zoo municipal del barri de Villa Dolores (Montevideo).